# أليسيا مورتون
أليسيا مورتون (بالإنجليزية: Alicia Morton)‏ هي ممثلة أمريكية، ولدت في 29 أبريل 1987 في غونزاليس في الولايات المتحدة.

## وصلات خارجية
- أليسيا مورتون على موقع IMDb (الإنجليزية)
- أليسيا مورتون على موقع ألو سيني (الفرنسية)
- أليسيا مورتون على موقع أول موفي (الإنجليزية)
- أليسيا مورتون على موقع قاعدة بيانات الفيلم (الإنجليزية)
- أليسيا مورتون على موقع كينوبويسك (الروسية)